# Kazimierz Michał Ujazdowski
Kazimierz Michał Ujazdowski, né le 28 juillet 1964 à Kielce, est un homme politique polonais, membre de Droit et justice (PiS) jusqu'en 2017.

## Biographie

### Débuts en politique: quatre partis en quatre ans
Diplômé en droit de l'université de Łódź en 1988, il rejoint en 1990 le parti conservateur du Forum du droit démocratique (FPD). Il adhère l'année d'après à l'Union démocratique (UD), puis il se fait élire député à la Diète au cours des élections législatives du 27 octobre 1991, à l'âge de 27 ans.
Dès 1992, il quitte l'UD, rejoint le groupe parlementaire de la Convention polonaise (KP) et le Parti conservateur (PK). Exclu de la Diète à la suite des élections anticipées de 1993, il refuse l'année d'après que le PK se rapproche de l'UD et du Congrès libéral-démocrate (KLD), qui s'apprêtent à former l'Union pour la liberté (UW). Avec un groupe de dissidents, il crée la Coalition conservatrice (KK), qui participe à la création en 1996 de l'Alliance électorale Solidarité (AWS).

### Ministre de la Culture
À l'occasion des élections législatives du 21 septembre 1997, il se présente dans la circonscription de Wrocław et se fait réélire député avec 12 172 voix préférentielles.
Lors du remaniement ministériel du 16 mars 2000, Kazimierz Ujazdowski est nommé à 35 ans ministre de la Culture et du Patrimoine national dans le gouvernement du président du Conseil des ministres conservateur Jerzy Buzek. Il occupe ces fonctions jusqu'au 12 juillet 2001.

### Cadre de PiS et retour au gouvernement
Il rejoint ensuite Droit et justice (PiS), parti conservateur et nationaliste fondé par les frères jumeaux Jarosław et Lech Kaczyński, dissidents de l'AWS. Il se fait réélire à la chambre basse du Parlement dans la nouvelle circonscription de Wrocław.
Le 2 juin 2002, il est désigné vice-président du parti. Il devient vice-président de la Diète le 2 juillet 2004.
Le PiS étant parvenu au pouvoir, il retrouve le poste de ministre de la Culture et du Patrimoine national le 31 octobre 2005, à l'âge de 41 ans, dans le gouvernement minoritaire du président du Conseil des ministres Kazimierz Marcinkiewicz. Le 14 juillet 2006, le nouveau président du Conseil Jarosław Kaczyński le confirme dans ses fonctions. Il quitte le gouvernement le 16 novembre 2007, après la défaite de PiS aux élections législatives anticipées.

### Député européen
À l'occasion des élections européennes du 25 mai 2014, il se présente dans la  circonscription de Wrocław, où il totalise 48 945 votes de préférence, ce qui le place quatrième sur six élus. Au Parlement européen, il rejoint le groupe des Conservateurs et réformistes européens (CRE) et devient vice-président de la commission des Affaires constitutionnelles.
Il indique le 3 janvier 2017 qu'il abandonne Droit et justice, critiquant vertement la stratégie adoptée par le parti depuis son retour au pouvoir en novembre 2015.

### Sénateur
Il est élu sénateur sous l'étiquette de la Coalition civique (KO) lors des élections parlementaires du 13 octobre 2019 avec 55 % des voix, contre 29 % à Marek Rudnicki du PiS et 15,35 % à Paweł Kasprzak des Citoyens de la République de Pologne, dans la 44e circonscription (pl) à Varsovie, où sont comptabilisées les voix des Polonais établis à l'étranger.